# جيمس دالي (ممثل)
جيمس دالي (بالإنجليزية: James Daly)‏ مواليد 23 أكتوبر 1918 في ويسكونسن رابيدز، الولايات المتحدة - الوفاة 03 يوليو 1978 في ناياك، نيويورك، هو ممثل أمريكي بدأ مسيرته الفنية سنة 1953. هو من الحائزين على جائزة إيمي. فاز بجائزة المسرح العالمي.

## الأعمال

### مسلسلات
- عدو الشعب
- ميشين إمبوسيبول
- أيرون سايد

## روابط خارجية
- جيمس دالي على موقع IMDb (الإنجليزية)
- جيمس دالي على موقع أول موفي (الإنجليزية)
- جيمس دالي على موقع قاعدة بيانات برودواي على الإنترنت (الإنجليزية)
- جيمس دالي على موقع إن إن دي بي (الإنجليزية)
- جيمس دالي على موقع قاعدة بيانات الفيلم (الإنجليزية)